# Мухелн
Мухелн (њем. Mucheln) општина је у њемачкој савезној држави Шлезвиг-Холштајн. Једно је од 84 општинска средишта округа Плен. Према процјени из 2010. у општини је живјело 615 становника. Посједује регионалну шифру (AGS) 1057052.

## Географски и демографски подаци
Мухелн се налази у савезној држави Шлезвиг-Холштајн у округу Плен. Општина се налази на надморској висини од 40 метара. Површина општине износи 14,3 km². У самом мјесту је, према процјени из 2010. године, живјело 615 становника. Просјечна густина становништва износи 43 становника/km².